# Божић на Филипинима
На Филипинима, Божић је велика годишња прослава, као у већини земаља хришћанског света. Слави се као државни празник у земљи 25. децембра, упоредо са другим земљама.
Као једна од две претежно католичке земље у Азији (друга је Источни Тимор), Филипини славе најдужу божићну сезону на свету   који обухвата оно што се назива „бер месеци“. Са божићном музиком која се пушта већ у августу,  сезона празника постепено почиње до септембра, достиже свој врхунац у децембру током Божића и завршава се у току недеље након Нове године;  међутим, свечаности могу трајати до треће недеље јануара, празника Светог Ниња.   Литургијски, Божићна сезона се у Католичкој цркви поштује од првог дана Адвента (четврта недеља пред Божић)  до Дана Три краља, који пада у недељу између 2. и 8. јануара.

## Етимологија и номенклатура
На филипинском и другим филипинским језицима, реч паско се обично односи на Божић. Потиче од шпанске фразе pascua de navidad (дос. ’Васкрс Христовог рођења’);  последњи део, de navidad, је изашао из употребе, остављајући реч pascua да се асимилује у локалним језицима током година .   У међувремену, шпанска реч pascua потиче од латинске pascha, која је позајмљена из старогрчког πασχα, што значи „Пасха“.  У Капампангану се користи Паску, реч која се односи на тагалог Паско.   Крисмас, филипинизовани превод енглеске речи Божић, такође се повремено користи у неформалном контексту.  

## Историја
Прославе Божића на Филипинима имају дубоке утицаје католичке цркве, пратећи своје корене до шпанске колонијалне владавине од 1521. до 1898. Тренутно се на Филипинима одржава најдужи празник божићне сезоне на свету, који почиње 1. септембра.

## Активности
Различите етничке групе на Филипинима поштују различите традиције за Божић, а следеће су генерално уобичајене.

## Божићне традиције

### Симбанг Габи и Миса де Гало
Simbang Gabi ("Ноћна миса") је миса која траје од 16. до 24. децембра (Бадње вече). Симбанг Габи практикују углавном католици и Аглипајанци, а неке хришћанске и независне протестантске цркве су усвојиле праксу богослужења пред Божић. Присуствовање мисама има за циљ да покаже оданост Богу и појачано ишчекивање Христовог рођења, а народно веровање сматра да Бог испуњава посебну жељу поклоника који слуша свих девет миса. 

### Бадње вече
За католичке Филипинце, Бадње вече се слави 24. децембра поноћном мисом и традиционалном гозбом.  Чланови породице вечерају заједно око поноћи. Неке породице би такође отварале поклоне у ово време.

### Бадњи дан
Божић на Филипинима је првенствено породична ствар. Миса де Гало се слави 25. децембра и обично је једна од неколико миса на којима су присутни сви чланови породице (укључујући оне који нису верници) и често се слави између 22:00 и поноћи, што је распоред који преферирају многи Филипинци који остају будни до касно на Божић. Ватромет и већина справа за весеље понекад се користе на почетку Божића.
По могућству ујутру, Филипинци обично посећују своју ширу породицу, посебно да одају почаст старијим рођацима. Овај обичај одавања поштовања се спроводи кроз „Пагмамано“. Молилац узима надланицу старешине и притиска је на чело док поздравља, Máno, pô (дословно „[Твоје] руке, молим те“). Старешина често одговара рецитујући благослов или једноставно признајући гест, а заузврат даје „Агуиналдо“ или новац у облику хрскавих новчаница, често стављених у запечаћену коверту. Кумови су, посебно, друштвено обавезни да дају поклоне својим кумцима, којима често дају веће износе у односу на друге млађе рођаке.
Након "Пагмамано"-а може се одржати свечани ручак. Јеловник у великој мери зависи од финансија породице, при чему богатије породице припремају велике гозбе, док сиромашније породице бирају да кувају једноставна, али посебна јела. Неке породице одлучују да отворе поклоне након ручка.
Када падне ноћ, чланови породице се обично враћају кући или одлазе на пиће, играју игрице у салону и ћаскају. Неки се можда одлуче за још једну гозбу за вечеру, док мањина проведе цео дан код куће да се одмори након свечаности претходних дана.

### Дочек Нове године
Дана 31. децембра (Bisperas ng Bagong Taón), Филипинске породице се окупљају на Media Noche раскошна поноћна гозба која наводно симболизује њихове наде у просперитет у наредној години и траје до следећег јутра.
Филипинци дижу буку и да би дочекали Нову годину и у уверењу да бука изопштава злонамерне духове из њиховог окружења. Упркос годишњој забрани, људи у већини градова обично пале петарде или користе безбедније методе весеља, као што су лупање по шерпама и тигањима итд.
Друге традиције и веровања укључују подстицање деце да скачу у поноћ да би повећали своју висину; ношење одеће са тачкама и другим кружним дизајном који симболизује новац; јести дванаест зрна грожђа у поноћ за срећу у дванаест месеци у години (шпански обичај); и отварајући све прозоре и врата да уђе благослов првог дана у години.

## Декорације
Због секуларизације, постали су популарни украси попут Деда Мраза, божићних јелки, вештачких зимзелена, ирваса и снега. Божићна светла су нанизана у фестонима, попут репа Витлејемске звезде, божићних јелки, анђела и на разне друге начине, чак и до осипања светлима целе спољашњости куће. Упркос томе, Филипини и даље задржавају своје традиционалне украсе.

### Парол
Сваке божићне сезоне, филипинске куће и зграде су украшене фењерима у облику звезда, који се називају парол од шпанског фарол, што значи „фењер“ или „лампа“. Ови фењери представљају Витлејемску звезду која је водила магове, познате и као Три краља.
Најчешћи облик фењера је петокрака звезда. Друге популарне варијације су осмокраке и десетокраке звезде. Најраније пароле су направљене од једноставних материјала попут бамбуса, јапанског пиринчаног папира или креп папира, и осветљене су свећом или лампом од кокосовог уља. Једноставне пароле се могу лако направити са само десет бамбусових штапића, папира и лепка. Данашњи парол има безброј могућих облика и облика и направљен је од разних материјала, као што су целофан, пластика, ужад, шкољке, стакло, па чак и рециклирани отпад. Прављење парола је народни занат и многа филипинска деца их често праве као школски пројекат или за слободно време.
Фестивал џиновских лампиона је годишњи фестивал који се одржава у суботу пре Божића у Сан Фернанду, Пампанга. Фестивал обухвата такмичење џиновских лампиона, а популарност фестивала донела је граду надимак „Божићна престоница Филипина“.

## Пиринчани колачи
Неколико пиринчаних колача се продају испред цркава током Симбанг Габија, пружајући топлу, слатку посластицу у раним јутарњим сатима. 
- Путо бумбонг има карактеристичну љубичасту боју која природно долази од лепљивог пиринча званог „пирурутонг“ [21]
- Бибингка се прави од пиринчаног брашна, кокосовог млека и воде, који се сипају у глинену посуду обложену листовима банане [22]
- Путо се прави од мешања ферментисаног пиринча са квасцем преко ноћи да би се створило тесто које се затим умотава у листове банане и кува на пари како би се направиле мале, напухане, заобљене торте. [23]
- Кутсинта, која изгледа као заобљени комад карамела, прави се паром мешавине пиринчаног брашна, тапиоке, смеђег шећера и лужине, која се затим боји жутом бојом за храну или екстрактом дрвета анато [22]

## Одбројавања
За Филипинце на Филипинима и у иностранству, одбројавање до Божића постепено почиње у септембра, достижући свој врхунац у децембру, и завршава се у поноћ између 24. децембра (Бадње вече) и 25. децембра (Божић). 